# Esko v Moravskoslezském kraji
Systém příměstské a regionální železniční dopravy Esko v Moravskoslezském kraji (Esko Moravskoslezské) byl zaveden od 14. prosince 2008 s příchodem jízdního řádu 2008/2009 a je součástí ODIS. V systému je 21 linek označených písmenem S po kterých jezdí osobní vlaky a tři linky označené písmenem R, po kterých jsou vedeny spěšné vlaky a rychlíky. Příměstská a regionální železniční doprava existovala v tomto regionu i dříve, pouze nebyla takto označována.
Při zavedení bylo v rámci Moravskoslezského Eska provozováno pět linek S a dvě linky R. Šestá linka S6 z Ostravy hl.n. do Frenštátu pod Radhoštěm přibyla při první změně jízdního řádu 7. března 2010. K dalšímu rozšíření došlo 11. prosince 2011. Byly zavedeny dvě nové linky, linka S7 z Frýdku-Místku do Českého Těšína a linka S10 z Opavy východ do Rýmařova. Dále došlo k prodloužení dvou stávajících linek, a to linky S2 o úsek Český Těšín – Mosty u Jablunkova zastávka a linky R10 o úsek Krnov – Dětřichov nad Bystřicí. V současné době jsou v systému integrovány všechny tratě s pravidelným provozem a trať 312.

## Vozidla

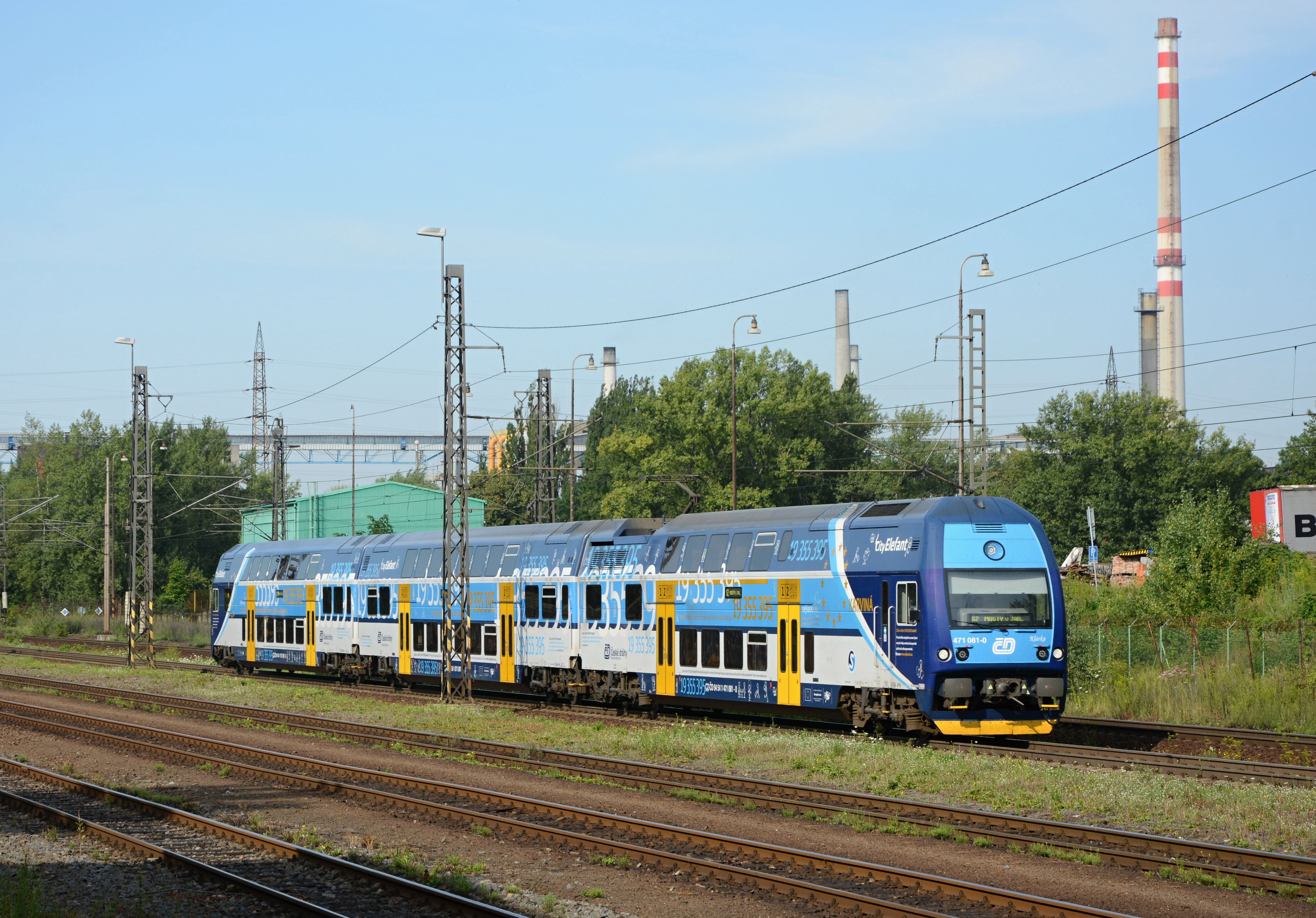
Jednotka řady 471 na lince S2 Ostrava-Svinov – Mosty u Jablunkova

| Linka | Dopravce       | Elektrifikace | Časy                                         | Časy                                         | Časy                                                | Poznámky                                                                 |
| Linka | Dopravce       | Elektrifikace | Špička                                       | Sedlo                                        | Okrajové časy                                       | Poznámky                                                                 |
| ----- | -------------- | ------------- | -------------------------------------------- | -------------------------------------------- | --------------------------------------------------- | ------------------------------------------------------------------------ |
| R8    | RegioJet       | Ano           | Lokomotiva 383/388 + 5 a více vozů           | Jen 5 vozů                                   | /                                                   |                                                                          |
| R27   | České dráhy    | Ne            | Motorový vůz 843 + Btn + 843 + Btn + Bftn    | Motorový vůz 843 + Btn + Bftn                | /                                                   |                                                                          |
| R60   | RegioJet       | Ano           | Lokomotiva 162/388 + 7 vozů                  | /                                            | /                                                   | Počet vozů se může měnit na základě rozhodnutí dopravce (komerční linka) |
| R61   | České dráhy    | Ano           | Jednotka 471                                 | Jednotka 471 nebo 650.2                      | RegioPanter 640.2                                   | Náhradní souprava je 162+2x Bdmtee + 961                                 |
| S1    | České dráhy    | Ano           | Jednotka 471 nebo jednotka 640.2.            | Jednotka 471 nebo jednotka 640.2.            | Jednotka 650                                        |                                                                          |
| S2    | České dráhy    | Ano           | Jednotka 471                                 | Jednotka 471, 640.2 nebo 650.2               | Jednotka 471, 640.2 nebo 650.2                      |                                                                          |
| S3    | České dráhy    | Ano           | Jednotka 650                                 | Jednotka 650                                 | Jednotka 650                                        |                                                                          |
| S4    | České dráhy    | Ano           | Jednotka 650                                 | Jednotka 650                                 | /                                                   |                                                                          |
| S5    | České dráhy    | Ne            | Motorová jednotka 814                        | Motorová jednotka 814                        | Motorový vůz 842 s vozy Bdtn (spěšné vlaky Lysohor) | Dvě motorové jednotky 814 za sebou o víkendech                           |
| S6    | České dráhy    | Ne            | Lokomotiva 750.7 + Škoda 13Ev                | Lokomotiva 750.7 + Škoda 13Ev                | Motorový vůz 842 + vůz Bdtn nebo jednotka 814       | Ostrava – Frýdlant n. O. (– Frenštát p. R. o víkendech)                  |
| S6    | České dráhy    | Ne            | Motorový vůz 842 + vůz Bdtn nebojednotka 814 | Motorový vůz 842 + vůz Bdtn nebojednotka 814 | /                                                   | (Frýdlant n. O. v prac. dnech –) Frenštát – Valašské Meziříčí            |
| S7    | České dráhy    | Ne            | Motorový vůz 842 + Bdtn nebo 2x 814          | Motorová jednotka 814                        | Motorová jednotka 814                               |                                                                          |
| S8    | České dráhy    | Částečně      | RegioPanter 690                              | RegioPanter 690                              | Motorová jednotka 814                               |                                                                          |
| S9    | České dráhy    | Ano           | RegioPanter 640.2                            | Jednotka 471                                 | /                                                   |                                                                          |
| S10   | České dráhy    | Ne            | Motorový vůz 810/811 + 2x BDtax              | Motorový vůz 811 + BDtax                     | Motorový vůz 811                                    | Rýmařov – Opava                                                          |
| S10   | České dráhy    | Ne            | Motorový vůz 843 + Btn + Bftn                | Motorový vůz 811 + BDtax                     | Motorový vůz 811                                    | Krnov – Opava                                                            |
| S11   | České dráhy    | Ne            | Motorový vůz 810 + 2x BDtax                  | Motorová jednotka 814                        | Motorová jednotka 814                               |                                                                          |
| S12   | České dráhy    | Ne            | Motorová jednotka 814                        | Motorová jednotka 814                        | Motorová jednotka 814                               |                                                                          |
| S13   | České dráhy    | Ne            | Motorová jednotka 814                        | Motorová jednotka 814                        | Motorová jednotka 814                               |                                                                          |
| S15   | České dráhy    | Ne            | Motorový vůz 811                             | Motorový vůz 811                             | /                                                   | Osobní vlaky                                                             |
| S15   | České dráhy    | Ne            | Motorová jednotka 814                        | Motorová jednotka 814                        | /                                                   | Spěšné vlaky do Jeseníku                                                 |
| S16   | České dráhy    | Ne            | Lokomotiva 705.9 + 2x Btu                    | Lokomotiva 705.9 + Btu                       | /                                                   |                                                                          |
| S17   | GW Train Regio | Ne            | Motorový vůz 816                             | Motorový vůz 816                             | /                                                   |                                                                          |
| S18   | MBM Rail       | Ne            | Lokomotiva T211 + vůz Blm                    | Lokomotiva T211 + vůz Blm                    | /                                                   | Jezdí jen v letní sezoně                                                 |
| S31   | České dráhy    | Ne            | Motorová jednotka 814                        | Motorová jednotka 814                        | /                                                   |                                                                          |
| S32   | České dráhy    | Ne            | Motorový vůz 811                             | Motorový vůz 811                             | /                                                   |                                                                          |
| S33   | České dráhy    | Ne            | Motorový vůz 811 + BDtax + 811               | Motorový vůz 811 + BDtax                     | Motorový vůz 811                                    |                                                                          |
| S34   | České dráhy    | Ne            | Motorová jednotka 814                        | Motorová jednotka 814                        | /                                                   |                                                                          |

## Trasy linek
- R8 (do 10. prosince 2016 R7) Bohumín – Ostrava-Svinov – Studénka – Suchdol nad Odrou – Hranice na Moravě (– Brno) (Trať 271 a Trať 300, dopravce RegioJet)
- R27 (do 10.12.2016 R10) Ostrava střed – Ostrava-Svinov – Opava východ – Krnov – Bruntál – Mor. Beroun (– Olomouc)  (část tratě 321 a 310)
- R60 Návsí – Český Těšín – Havířov – Ostrava hl. n. (tratě 320 a 321, dopravce RegioJet, jednosměrná linka)
- R61 (do 9. prosince 2017 R1) Opava východ – Ostrava-Svinov – Ostrava hl. n. – Havířov – Český Těšín - Třinec (tratě 321 a 320)
- S1 Opava východ – Štítina – Háj ve Slezsku – Ostrava-Svinov (trať 321)
- S2 Ostrava-Svinov – Bohumín – Karviná hl. n. – Český Těšín – Třinec – Návsí – Mosty u Jablunkova (– Čadca) (části trati 271 a 320)
- S3 Bohumín – Ostrava hl. n. – Ostrava-Svinov – Studénka – Suchdol nad Odrou – Hranice na Moravě (část trati 271)
- S4 Mošnov, Ostrava Airport – Studénka – Ostrava-Svinov – Ostrava hl. n. – Bohumín – Petrovice u Karviné (část tratě 271)
- S5 Ostrava hl.n. – Ostrava-Svinov – Frýdek-Místek – Frýdlant nad Ostravicí – Ostravice (trať 323)
- S6 Ostrava hl. n. – Frýdek-Místek – Frenštát pod Radhoštěm  – Veřovice – Hostašovice – Valašské Meziříčí  (Trať 323)
- S7 Frýdek-Místek – Hnojník – Český Těšín – Cieszyn  (trať 322)
- S8 Ostrava-střed – Studénka – Příbor – Kopřivnice – Štramberk – Veřovice (Trať 325)
- S9 Ostrava-Svinov – Ostrava-Vítkovice – Havířov – Český Těšín (trať 321)
- S10 Opava východ – Krnov – Bruntál – Rýmařov / Moravský Beroun (trať 310 a 311)
- S11 Opava východ – Kravaře ve Slezsku – Hlučín (Trať 317)
- S12 Kravaře ve Slezsku – Štěpánkovice – Bolatice – Chuchelná (Trať 318)
- S13 Opava východ – Branka u Opavy – Hradec nad Moravicí (Trať 315)
- S15 Krnov – Město Albrechtice – Třemešná ve Slezsku – Jindřichov ve Slezsku (– Jeseník) (Trať 292)
- S16 Třemešná ve Slezsku – Dívčí Hrad – Slezské Rudoltice – Osoblaha (Trať 298)
- S17 Milotice nad Opavou – Široká Niva – Karlovice – Vrbno pod Pradědem (Trať 313, dopravce GW Train Regio)
- S18 Bruntál – Světlá Hora – Malá Morávka (Trať 312, dopravce MBM Rail)
- S31 Studénka – Velké Albrechtice – Bílovec (Trať 279)
- S32 Suchdol nad Odrou – Stachovice – Fulnek (Trať 277)
- S33 Suchdol nad Odrou – Odry – Čermná ve Slezsku – Budišov nad Budišovkou (Trať 276)
- S34 Suchdol nad Odrou – Šenov u Nového Jičína – Nový Jičín město (Trať 278)